# Folea, Timiș
Folea (sau Folia, germană Folia, maghiară Fólya) este un sat în comuna Voiteg din județul Timiș, Banat, România.

## Localizare
Se situează în sudul județului Timiș, la circa 35 de km sud de municipiul Timișoara și circa 15 km nord de orașul Deta. La 5 km vest de sat, trece drumul național DN59 Timișoara - Stamora Moravița (E70), însă legăturile rutiere directe spre Folea sunt drumuri comunale. Satul este așezat în plină câmpie, relativ departe de alte centre populate (Voitegul este cel mai apropiat).

## Istorie

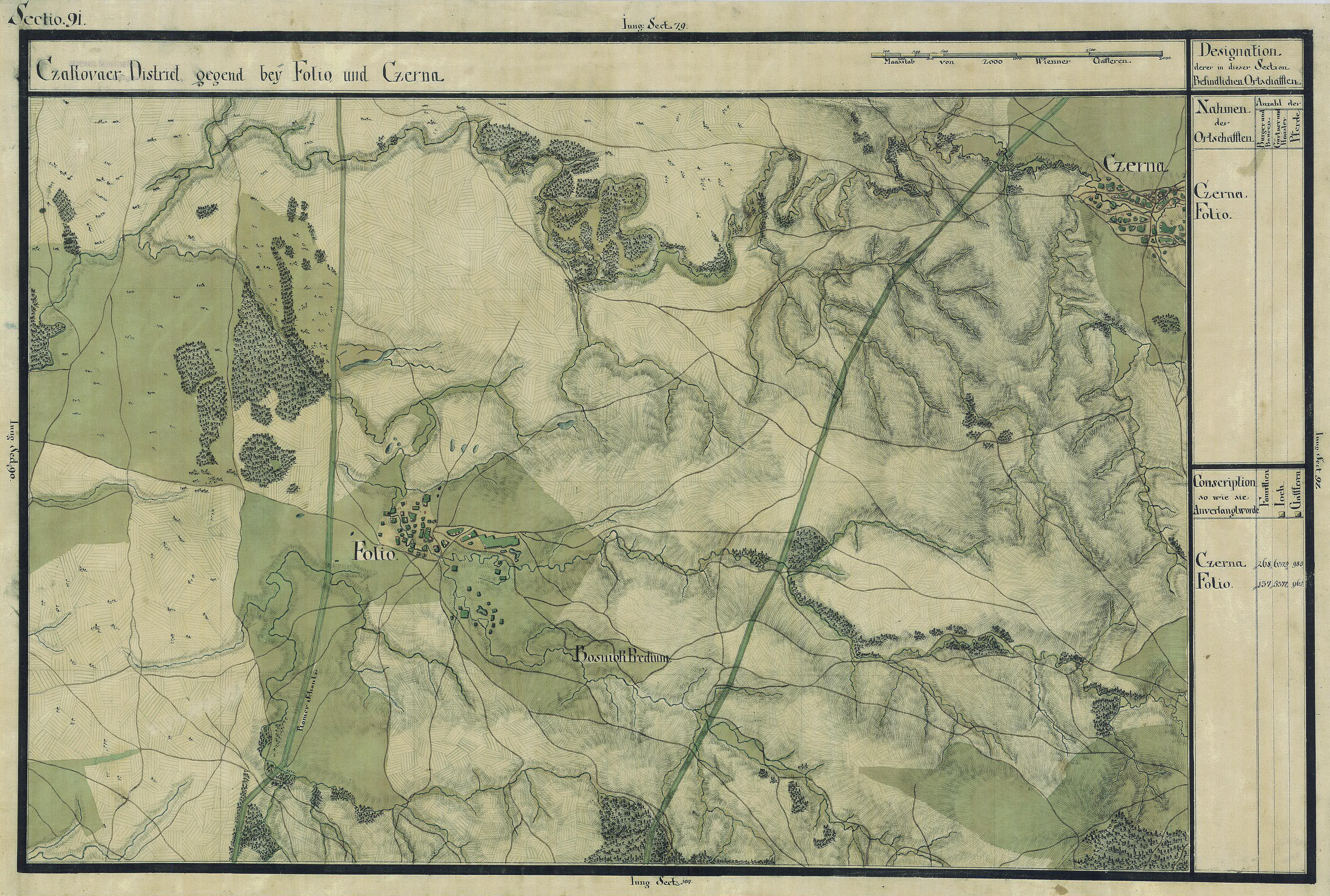
Folea în Harta Iosefină a Banatului, 1769-72

Folea datează cel puțin din Evul Mediu. Ea este amintită documentar pentru prima dată în documente maghiare de la 1341 și 1349, cu nume precum Ffele și Fele. Din perioada otomană nu se cunosc date, însă firul istoric este reluat la finele acestei perioade. În 1717, după ce austriecii au cucerit Banatul,a fost organizat un recensământ general al Banatului în care apare menționată și Folea, ca sat locuit cu 20 de case, cu numele Folle. Satul era unul "valah", adică românesc. De altfel, caracterul românesc s-a menținut constant de-a lungul timpului, cu toate că aici s-au așezat și alte naționalități, mai ales germani și maghiari, dar care au fost tot timpul minoritari ca număr.
Biserica ortodoxă română s-a construit în anul 1826.
Biserica greco-catolică a fost definitivată în anul 1897. După anul 1948 biserica a fost părăsită, prădată și profanată. În anul 2010 această biserică superbă a beneficiat de reparații și renovare a interiorului, fiind sfințită în ziua de 29 August cu hramul Sf Nicolae. La sfințire au participat  Episcopul de Lugoj - Alexandru, Vicarul General - Angelo Pop și Vicarul de Timișoara - Nicolae Teodorescu. Biserica greco-catolică din satul Folea este păstorită de părintele Dragoș din Liebling.

## Personalități
- Iosif Jumanca (1893 - 1949), om politic, deputat în Marea Adunare Națională de la Alba Iulia 1918

## Demografie
La recensământul din 2002, populația a fost de 541 locuitori, în creștere cu 56 locuitori față de 1992, însă abia o treime din numărul maxim de locuitori înregistrat cu o sută de ani în urmă. Majoritatea locuitorilor sunt de etnie români. Comunitatea maghiară, în trecut mai numeroasă, reprezintă mai puțin de 10%. La recensăminte, populația a evoluat astfel:
Din punct de vedere confesional, majoritatea credincioșilor sunt ortodocși, urmați de o mică comunitate de romano-catolici (circa 10%).